# Johann Gottfried Quistorp
Johann Gottfried Quistorp (* 16. April 1755 in Rostock; † 1. März 1835 in Greifswald) war ein deutscher Architekt, Maler und Hochschullehrer.

## Leben
Johann Gottfried Quistorp war fünftes von neun Kindern des Rostocker Theologen, Pastors und Professors für Physik und Metaphysik Johann Jakob Quistorp (1717–1766) und dessen Ehefrau Catharina Theresia, geb. Dallin (1722–1797), einer Tochter des schwedisch-deutschen Barockbaumeisters Rudolph Matthias Dallin (um 1680–1743). Die Schul- und Studienzeit absolvierte er nach dem frühen Tod seines Vaters bei seinem Onkel Bernhard Friedrich Quistorp in Greifswald, wo er angewandte Mathematik, Baukunst und Philosophie studierte. Zur künstlerischen Weiterbildung begab er sich 1781/1782 auf die Kunstakademien nach Berlin, Leipzig und Dresden.
1788 wurde er Universitätsbaumeister und akademischer Zeichenlehrer in Greifswald. Er leitete den Zeichensaal der Universität Greifswald, der den Ausgangspunkt für das spätere Caspar-David-Friedrich-Institut bildete. Er hatte 16 Privatschüler, darunter waren u. a. Caspar David Friedrich, Wilhelm Titel, Anton Heinrich Gladrow und Gottlieb Giese (Maler und Baumeister in Greifswald). Mit Friedrich war er befreundet und begleitete ihn auf seinen Skizzen-Touren in Vorpommern.
In dieser Zeit entstanden auch die zum Teil noch heute erhaltenen „Quistorp-Häuser“. Eines davon ist z. B. der nach ihm benannte Quistorp-Bau des Pommerschen Landesmuseums in Greifswald, das heute die Gemäldegalerie des Museums beinhaltet.
1796 heiratete er Sarah Linde, die nicht einmal ein Jahr später starb. 1812 wurde er zusätzlich Adjunkt für das Fach der Bau- und Feldmesskunst der philosophischen Fakultät für angewandte Mathematik. 1817 erhielt er den Doktorhut für Philosophie. Nach ihm ist der Quistorpweg in Groß Schönwalde (heute Ortsteil von Greifswald) benannt.
Quistorp starb kinderlos.